# 约瑟夫·艾伦
约瑟夫·帕西瓦尔·艾伦（Joseph Percival Allen，1937年6月27日—）曾是一位美国国家航空航天局的宇航员，执行过STS-5以及STS-51-A任务。